# Heroica Matamoros
Matamoros é um município do estado de Tamaulipas, no México.